# Veias lombares
As veias lombares são veias do abdômen.